# Zoarchias macrocephalus
Zoarchias macrocephalus és una espècie de peix de la família dels estiquèids i de l'ordre dels perciformes.

## Descripció
- Fa 12,3 cm de llargària màxima.
- 28-33 espines i 80-87 radis tous a l'aleta dorsal.
- 91-95 radis tous a l'aleta anal.
- 116-122 vèrtebres.[4][6]

## Hàbitat i distribució geogràfica
És un peix marí, bentopelàgic (entre 5 i 15 m de fondària) i de clima subtropical, el qual viu al Pacífic occidental: la prefectura de Mie (el Japó).